# Muhammad Yamin

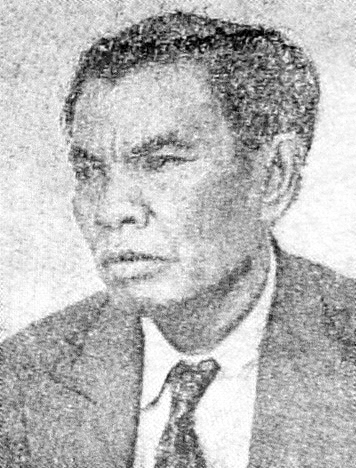
Muhammad Yamin

Muhammad Yamin (ur. 1903 w Sawahlunto, zm. 1962) – indonezyjski historyk, pisarz, poeta i polityk.
Urodził się w Sawahlunto na Sumatrze. Studiował w Rechts Hoogeschool. Był teoretykiem indonezyjskiego nacjonalizmu, sformułował tzw. przysięgę młodzieży, złożoną przez delegatów na drugi kongres młodzieży zainicjowany przez organizacje studenckie Holenderskich Indii Wschodnich (28 października 1928). Opracował także, wraz z Sukarno i Hattą, pancasila, narodowe zasady stojące u podstaw Republiki Indonezji. Współtworzył indonezyjską konstytucję, wielokrotnie pełnił funkcję ministra, krótko piastował również urząd wicepremiera (1962).
Tłumaczył między innymi Szekspira.